# Vlad-Dragos Aicoboae
Vlad-Dragos Aicoboae (ur. 10 października 1993 w Dorohoi) – rumuński wioślarz.

## Osiągnięcia
- Mistrzostwa Świata Juniorów – Račice 2010 – czwórka bez sternika – 1. miejsce[1].
- Mistrzostwa Europy – Montemor-o-Velho 2010 – czwórka bez sternika – 10. miejsce[1].